# Ruta Nacional 320 (Japón)
La Ruta Nacional 320 (国道320号 Kokudō 320-gō?) es una ruta nacional que une la Ciudad de Sukumo (宿毛市 Sukumo-shi?) de la Prefectura de Kochi y el Pueblo de Kihoku del Distrito de Kitauwa de la Prefectura de Ehime.

## Características
Desde su punto de inicio hasta la Ciudad de Uwajima comparte el recorrido con la Ruta Nacional 56.
Esy la principal vía de comunicación entre la Ciudad de Uwajima, la principal de la Región de Nanyo, y el Pueblo de Kihoku. También es junto a la Ruta Nacional 197 y la Autovía de Kochi (高知自動車道 Kōchi-jidōshadō?) una de las principales vías de comunicación entre la Ciudad de Uwajima y la región central de la Prefectura de Kochi.

## Datos
- Distancia recorrida: 98,2 km
- Punto de inicio: Ciudad de Sukumo de la Prefectura de Kochi. Punto de inicio de las rutas nacionales 56 y 321 (国道321号 Kokudō 321-gō?).
- Punto final: Pueblo de Kihoku del Distrito de Kitauwa de la Prefectura de Ehime. Cruce con la Ruta Nacional 197.

## Historia
- 1970: el 1° de abril se inaugura el recorrido entre la Ciudad de Sukumo y el Pueblo de Hiyoshi (en la actualidad es parte del Pueblo de Kihoku) del Distrito de Kitauwa.

## Localidades que atraviesa
- Prefectura de Kochi
  - Ciudad de Sukumo

- Prefectura de Ehime
  - Pueblo de Ainan del Distrito de Minamiuwa
  - Ciudad de Uwajima
  - Pueblo de Kihoku del Distrito de Kitauwa

## Tramos compartidos
- Desde la Ciudad de Sukumo de la Prefectura de Kochi hasta el distrito Akebonocho (曙町 Akebonochō?) de la Ciudad de Uwajima de la Prefectura de Ehime: tramo compartido con la Ruta Nacional 56.
- Desde el distrito Akebonocho de la Ciudad de Uwajima de la Prefectura de Ehime hasta el distrito Naganoichi (永野市 Nagano'ichi?) del Pueblo de Kihoku del Distrito de Kitauwa de la Prefectura de Ehime: tramo compartido con la Ruta Nacional 381.

## Principales empalmes
- Ruta Nacional 56 (Ciudades de Sukumo y Uwajima)
- Ruta Nacional 321 (Ciudad de Sukumo)
- Rutas Nacionales 197, 381 y 441 (Ciudad de Kihoku)